# Antonio Urrea-Hernández
Antonio Urrea-Hernández (18 februari 1888 – 15 november 1999) was een Spaans supereeuweling en de oudste levende man ter wereld gedurende 7 maanden.

## Levensloop
Urrea-Hernández werd geboren in 1888. Als oudste man werd hij opgevolgd door John Painter. Hij was gedurende ruim twee jaar ook de oudst levende persoon in Spanje. In die hoedanigheid werd hij opgevolgd door Alejandro Rivera Santalla, die ook meteen de oudste man ter wereld werd. Santalla overleed exact één week later op 22 november 1999. Diens opvolger was John Painter.